# Gullinborsti

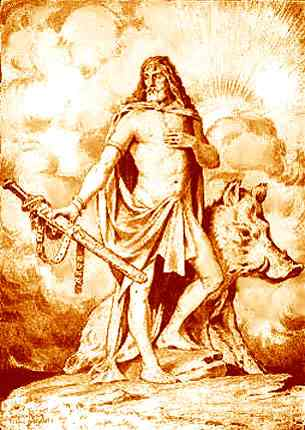
Gullinborsti mit seinem Begleiter Freyr (Holzschnitt von Eduard Ade)

Gullinborsti (auch Gullinbursti, Gullinbyrsi, Gúlimborsti oder Sliðrugtanni), altnordisch „der mit den goldenen Borsten“, heißt der Eber des germanischen Gottes Freyr. 
Der Name Gullinborstis wird vom altisländischen Skalden/Dichter und Historiker Snorri Sturluson in seinen Werken Gylfaginning 48 und Skáldskaparmál 7 schriftlich genannt. Gullinborsti ist nach der germanischen Mythologie der ständige Begleiter Freyrs und zieht dessen Fuhrwerk durch die Luft, über Wasser bei Tag und Nacht. In der Dunkelheit versprühen seine goldenen Borsten Feuerfunken, die die Dunkelheit erhellen. Gullinborsti wurde von den Zwergen Sindri und Brokkr gefertigt.
Eber und Pferd sind dem Freyr besonders geheiligte Tiere. Ihm wurde wohl in alter Zeit das Eberopfer für Erntesegen dargebracht.  Auch in anderen Mythologien tritt der Eber als verehrtes Tier auf.